# 깊음
깊음은 상대 세력권에 뛰어든 돌의 위치가 너무 안쪽으로 치우친 것을 이르는 말이다. 적진에서 빠져나올 길이 멀어 자체도생의 위험을 감수해야 한다.